# Yoldiella frami
Yoldiella frami is een tweekleppigensoort uit de familie van de Yoldiidae. De wetenschappelijke naam van de soort is voor het eerst geldig gepubliceerd in 1985 door Knudsen.